# Кршикла
Кршикла (итал. Chersicla) је насељено место у Републици Хрватској у Истарској жупанији. Административно је у саставу Града Пазина.

## Географија
Кршикла се налази северон од Града Пазина на узвишењу са југоисточне стране језера Бутонига на надморској висини од 200 метара.

## Историја
Подручје је било настањено још у античко доба, о чему сведоче очувани епиграфски споменици. У историјским изворима први се пут помиње у XI веку, када долази под власт аквилејских патријарха. У XIII веку део је Пазинске кнежије, а 1374. прелази у руке аустријског војводства и ту су остали све до 1918.
На сеоском гробљу налази се црква Св. Кузме и Дамјана (једнобродна с правоугаоном апсидом), изграђена 1868. на месту старије. У зид сакристије узидана је надгробна плоча с уклесаним глагољским натписом из 1572. године. Јужно одвојен од цркве је звоник. Међу црквеном опремом издвајају се крст из 1666, те уникатни примерци мисне одоре из XVII века.

## Становништво
Малобројни становници баве се пољопривредом и сточарством. Према последњем попису становништва из 2001. године у насељу Кршикла су била 54 становника који су живели у 11 породичних и шест самачких домаћинства.
Кретање броја становника по пописима 1857—2001.
| година пописа  | 1857. | 1869. | 1880. | 1890. | 1900. | 1910. | 1921. | 1931. | 1948. | 1953. | 1961. | 1971. | 1981. | 1991. | 2001. |
| бр. становника | 187   | 193   | 220   | 226   | 243   | 260   | 0     | 0     | 240   | 236   | 191   | 133   | 96    | 74    | 54    |

Напомена:У 1921. и 1931. подаци су садржани у насељу Грималда. Садржи податке за бивше насеље Гржани које је од 1880. до 1910. и 1948. исказивано као насеље.